# Cesáreo Rivera Pérez
Cesáreo Rivera Pérez (Carballino, Orense, España, 9 de marzo de 1940) es un exfutbolista español que se desempeñaba como delantero.

## Clubes
| Club                | País   | Año       |
| ------------------- | ------ | --------- |
| C. D. Ourense       | España | 1959-1960 |
| Sevilla F. C.       | España | 1960-1965 |
| R. C. Celta de Vigo | España | 1965-1972 |